# Насолоджуватися, кохати та швидко бігати
«Насолоджуватися, кохати та швидко бігати» (фр. Plaire, aimer et courir vite) — французький мелодраматичний фільм 2018 року, поставлений режисером Крістофом Оноре. Світова прем'єра стрічки відбулася 10 травня 2018 року на 71-му Каннському міжнародному кінофестивалі, де вона брала участь в основній конкурсній програмі.

## Сюжет
Жак — письменник, що живе в Парижі. Йому ще не виповнилося й сорока років, але він уже недовірливо ставиться до життя, вважаючи, що найкраще вже позаду. Артур — студент, що живе в Бретані. Він багато читає і сміється, та відмовляється думати, що щось в житті може бути неможливим. Жак і Артур покохають один одного, «як у прекрасному сні, як у сумній історії».

## У ролях
| • Венсан Лакост       | … | Артур                      |
| • П'єр Деладоншам     | … | Жак                        |
| • Адель Вісмес        | … | Надін                      |
| • Дені Подалідес      | … | Матьє                      |
| • Томас Гонсалес      | … | Марко                      |
| • Клеман Метейє       | … | П'єр                       |
| • Кантен Тібо         | … | Жан-Марі                   |
| • Трістан Фарже       | … | Луї                        |
| • Софі Летурнер       | … | Ізабель                    |
| • Віллемей Крессенгоф | … | адміністратор «Амстердама» |
| • Марлен Салдана      | … | акторка                    |
| • Лука Малиновські    | … | Стефан                     |
| • Ріо Вега            | … | Фабріс                     |

## Знімальна група
- Автор сценарію — Крістоф Оноре
- Режисер-постановник — Крістоф Оноре
- Продюсери — Філіпп Мартен, Давид Тіон
- Лінійний продюсер — Еммануель Тененбаум (Нідерланди)
- Співпродюсер — Олів'є Пере
- Оператор — Ремі Шеврен
- Монтаж — Шанталь Іманс
- Художник-постановник — Стефан Тайяссон
- Художник з костюмів — Паскалін Шаванн
- Звук — Сиріл Ольц, Гійом Ле Браз, Аньєс Равез

## Нагороди та номінації
| Список нагород та номінацій | Список нагород та номінацій | Список нагород та номінацій        | Список нагород та номінацій              | Список нагород та номінацій | Список нагород та номінацій |
| Кінофестиваль/Кінопремія    | Рік                         | Категорія                          | Номінант(и)                              | Результат                   | Дж                          |
| --------------------------- | --------------------------- | ---------------------------------- | ---------------------------------------- | --------------------------- | --------------------------- |
| Каннський кінофестиваль     | травень 2018                | Золота пальмова гілка              | Насолоджуватися, кохати та швидко бігати | Номінація                   | [ 3 ]                       |
| Каннський кінофестиваль     | травень 2018                | Queer Palm за найкращий фільм      | Насолоджуватися, кохати та швидко бігати | Номінація                   |                             |
| Кінофестиваль у Кабурі      | 2018                        | «Золотий Сван» найкращому акторові | П'єр Деладоншам                          | Перемога                    | [ 6 ]                       |
| Кінофестиваль у Кабурі      | 2018                        | «Золотий Сван» найкращому акторові | Венсан Лакост                            | Перемога                    | [ 6 ]                       |
| Приз Луї Деллюка            | 2018                        | Найкращий фільм                    | Насолоджуватися, кохати та швидко бігати | Номінація                   |                             |
| Премія «Кришталевий глобус» | 5.02.2019                   | Найкращий актор                    | Венсан Лакост                            | Перемога                    | [ 7 ]                       |
| Премія «Сезар»              | 22.02.2019                  | Найкращий актор другого плану      | Дені Подалідес                           | Номінація                   | [ 8 ]                       |